# Башня Перл-Ривер
Башня Перл-Ривер или Башня Жемчужной реки (Pearl River Tower,  珠江城大厦) — сверхвысокий небоскрёб, расположенный в деловом центре китайского города Гуанчжоу (находится на центральной оси офисного комплекса Чжуцзян, рядом с небоскрёбами Leatop Plaza, Fortune Center и башней Банка Гуанчжоу). Построен в 2013 году в стиле неофутуризма, на начало 2020 года являлся седьмым по высоте зданием города, 68-м по высоте зданием Китая, 81-м — Азии и 130-м — мира. Благодаря ветрогенераторам и солнечным панелям башня полностью обеспечивает себя электроэнергией.
309-метровая офисная башня Перл-Ривер имеет 71 наземный и 5 подземных этажей, 29 лифтов и свыше 850 парковочных мест, площадь башни — 165 840 м², площадь всего комплекса — 214 100 м². Архитекторами небоскрёба выступили американская компания Skidmore, Owings & Merrill и Архитектурный институт Гуанчжоу, застройщиком — Shanghai Construction Group, главным арендатором является компания China Tobacco, чья штаб-квартира расположена в башне.

## Энергоэффективность
На момент постройки башня Перл-Ривер была самым энергоэффективным небоскрёбом мира. В здании используются внутривентилируемые двускатные фасады с автоматизированными жалюзи. Фасадные системы оптимизируют использование дневного света и контролируют нагревание поверхности. Кроме того, стеклянная наружная обшивка имеет солнечные панели, которые отражают излишний свет и производят электрический ток. В целях сокращения потребления воды действует система рециркуляции сточных вод. Форма башни помогает направлять потоки ветра к двум турбинам, которые вырабатывают электроэнергию. После турбин воздух поступает в систему вытяжной вентиляции небоскрёба.